# Tetraplaria caledoniensis
Tetraplaria caledoniensis är en mossdjursart som beskrevs av Jean-Loup d'Hondt 1986. Tetraplaria caledoniensis ingår i släktet Tetraplaria och familjen Tetraplariidae. Inga underarter finns listade i Catalogue of Life.